# The Stuff
Pour plus de détails, voir Fiche technique et Distribution.
The Stuff, également connu sous le titre Yaourt Attack, est un film d'horreur satirique américain écrit et réalisé par Larry Cohen, sorti en 1985.

## Synopsis
Un homme découvre une substance crémeuse au goût succulent semblant jaillir du sol et qui déclenche une addiction chez ceux qui la consomment. Bientôt le produit, baptisé « The Stuff », est commercialisé à travers tout le pays, déclenchant une frénésie telle que certains finissent par ne plus se nourrir que de l'étrange substance. Plusieurs citoyens, pressentant le danger pour la population, tentent d'éradiquer le produit. Parmi eux, David Rutherford, un espion industriel grassement payé par la concurrence pour découvrir le secret de la recette du « Stuff », ainsi que Jason, un jeune garçon qui refuse de goûter à la substance depuis qu'il l'a vue bouger toute seule dans son frigo.

## Fiche technique
Sauf indication contraire, les informations mentionnées dans cette section peuvent être confirmées par la base de données cinématographiques IMDb,  présente dans la section « Liens externes ».
- Titre original : The Stuff
- Titre alternatif : Yaourt Attack
- Réalisation et scénario : Larry Cohen
- Musique : Anthony Guefen
- Décors : Marleen Marta et George Stoll
- Costumes : Timothy D'Arcy
- Photographie : Paul Glickman
- Montage : Armond Lebowitz
- Production : Paul Kurta
  - Production déléguée : Larry Cohen
- Société de production : Larco Productions
- Société de distribution : New World Pictures
- Pays d’origine :  États-Unis
- Format : couleur
- Langue originale : anglais
- Genres : horreur satyrique, science-fiction
- Durée : 87 minutes
- Dates de sortie :
  - États-Unis : 30 mars 1985 (Festival de films des États-Unis) ; 14 juin 1985 (sortie nationale)

## Distribution
- Michael Moriarty (VF : Pierre Laurent) : David « Mo » Rutherford, l’espion industriel
- Andrea Marcovicci : Nicole
- Garrett Morris : Charlie « Chocolate Chip » W. Hobbs
- Paul Sorvino : le colonel Malcolm Grommett Spears
- Scott Bloom (en) : Jason
- Danny Aiello : Vickers
- Patrick O'Neal : Fletcher
- Alexander Scourby : Evans
- Russell Nype (en) : Richards
- Brian Bloom : le frère de Jason
- David Snell : le docteur
- Harry Bellaver : un vieux mineur
- Brooke Adams : une vedette dans la publicité pour « The Stuff »
- Tammy Grimes : une vedette dans la publicité pour « The Stuff »
- Abe Vigoda : une vedette dans la publicité pour « The Stuff »
- Eric Bogosian : un caissier du supermarché
- Patrick Dempsey : l'acheteur clandestin de « The Stuff »
- Mira Sorvino : une employée de l'usine (figurante)